# Shinojima Hideo
Shinojima Hideo (21 tháng 1 năm 1910 - 11 tháng 1 năm 1975) là một cầu thủ bóng đá người Nhật Bản.

## Đội tuyển bóng đá quốc gia Nhật Bản
Shinojima Hideo thi đấu cho Nhật Bản từ năm 1930.

## Thống kê sự nghiệp
| Đội tuyển bóng đá Nhật Bản | Đội tuyển bóng đá Nhật Bản | Đội tuyển bóng đá Nhật Bản |
| Năm                        | Trận                       | Bàn                        |
| -------------------------- | -------------------------- | -------------------------- |
| 1930                       | 2                          | 1                          |
| Tổng cộng                  | 2                          | 1                          |